# داینورفین ای
داینورفین ای (به انگلیسی: Dynorphin A) یک ترکیب شیمیایی با شناسه پاب‌کم ۱۶۱۳۰۹۶۹ است. و جرم مولی آن ۱۶۰۳٫۹۵۴۷۴ می‌باشد. 